# Dornier P.232
Il Dornier P 232/2, (secondo la designazione RLM) soprannominato Ameisenbär (formichiere in tedesco), assieme al successivo Dornier P 232/3, era il progetto avviato nel maggio del 1943 per un caccia pesante sperimentale multiruolo bimotore ad ala bassa prodotto dall'azienda tedesca Dornier-Werke GmbH.
Il progetto era uno sviluppo ulteriore del Dornier Do 335 Pfeil (freccia) o P231 da cui riprendeva la struttura e rispetto al quale differiva per la presenza di un motore turbogetto Junkers Jumo 004C disposto posteriormente; mentre il P232/3 differiva dal P232/2 per la presenza di una presa d'aria a gobba sul dorso della fusoliera invece che laterale. Quest'ultimo progetto ebbe luce nel settembre dello stesso anno.

## Storia
Il velivolo nelle intenzioni dei progettisti avrebbe dovuto offrire i vantaggi del motore a pistoni ed elica garantendo una maggiore autonomia quando esso era usato da solo, mentre, ad altezze relativamente basse, la somma dei due propulsori in azione avrebbe garantito velocità superiori.
I due progetti, alla fine dell'autunno del 1943, dopo pochissimi mesi dalla loro nascita, benché promettenti furono interrotti per consentire ai progettisti ed ai tecnici della Dornier di concentrarsi sulla produzione del Dornier Do 335 più vicino alla messa in linea.

## Caratteristiche tecniche
Secondo i calcoli dei progettisti in questo caso la velocità di crociera avrebbe potuto arrivare a 646 km/h (401 mph) a livello del mare, garantendo un incremento di 85 km/h (53 mph) rispetto al Do 335, e l'autonomia a 1 250 km (777 miglia).
Con il motore a getto spento l'autonomia saliva a circa 3 500 chilometri con una velocità di crociera di 530 km/h (2 175 miglia a 329 miglia all'ora).
Rispetto al Do 335 i due P232 differivano per la mancanza del secondo timone verticale ventrale. Il P232/2 rispetto al P232/3 aveva un profilo del timone verticale diverso e l'attaccatura della ali era quasi mediana rispetto posizione ventrale delle stesse nel P232/3.
Quando non in uso le prese d'aria, laterali nel P232/2 e sul dorso della fusoliera nel P232/3 necessarie per alimentare il turbogetto, venivano retratte e chiuse mediante comandi a molle, migliorando la resistenza aerodinamica. La soluzione della prese d'aria sulla fusoliera era la prima volta che veniva studiata su un velivolo. Questa soluzione tecnica sarebbe stata successivamente ripresa ampiamente nei modelli di aviogetto successivi, sia militari che civili.
L'armamento era costituito da un cannoncino MK 103 che sparava attraverso l'albero dell'elica anteriore e da due mitragliatrici MG 151/20 (200 rpg) poste sopra il motore. Entrambi i progetti prevedevano come alternativa alle mitragliatrici la possibilità di installare due cannoncini MK 108 sulle ali.